# Vỏ cây

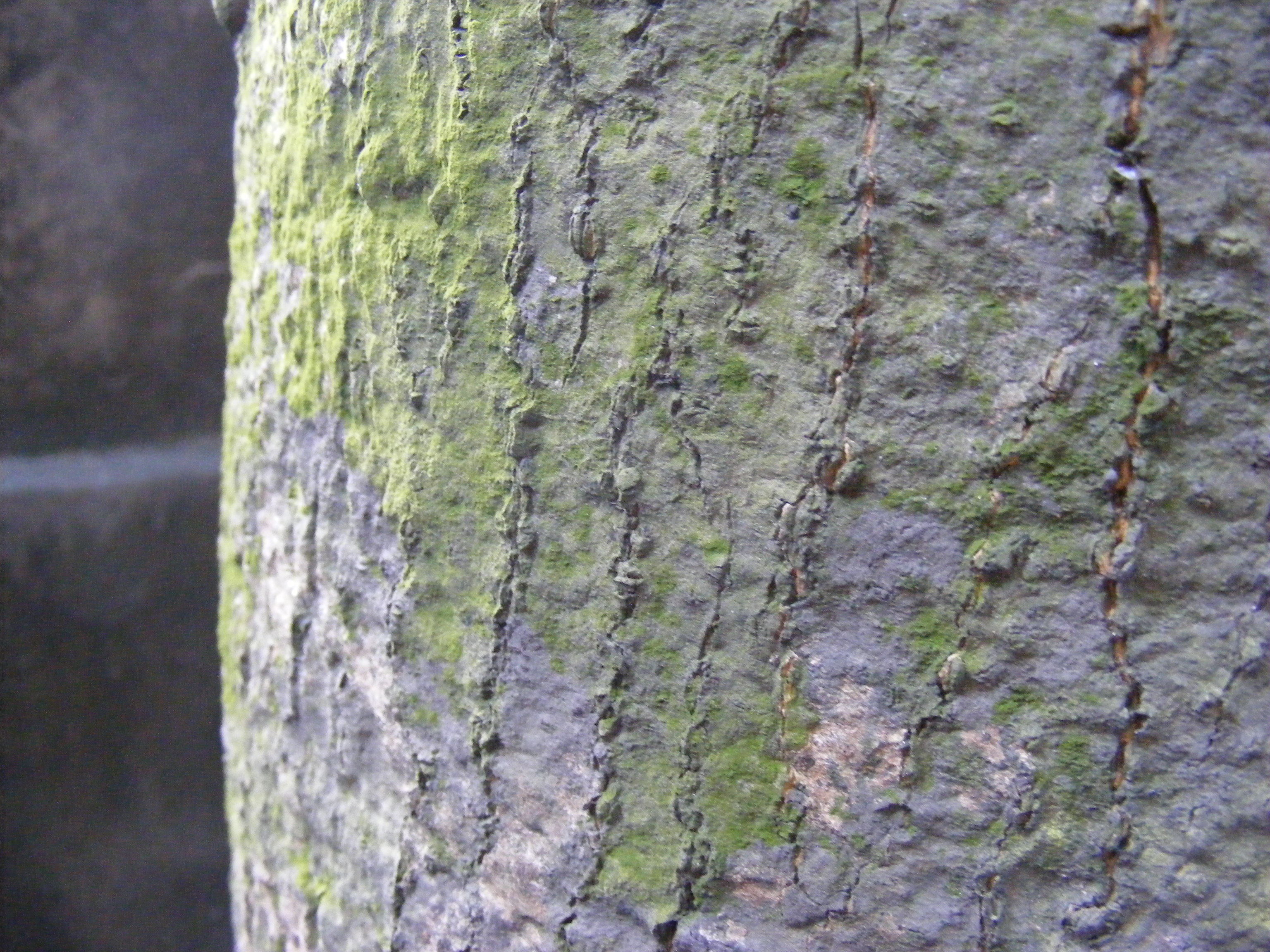
Vỏ cây xoài trưởng thành (Mangifera indica) cho thấy địa y mọc bên ngoài; Kolkata, Ấn Độ

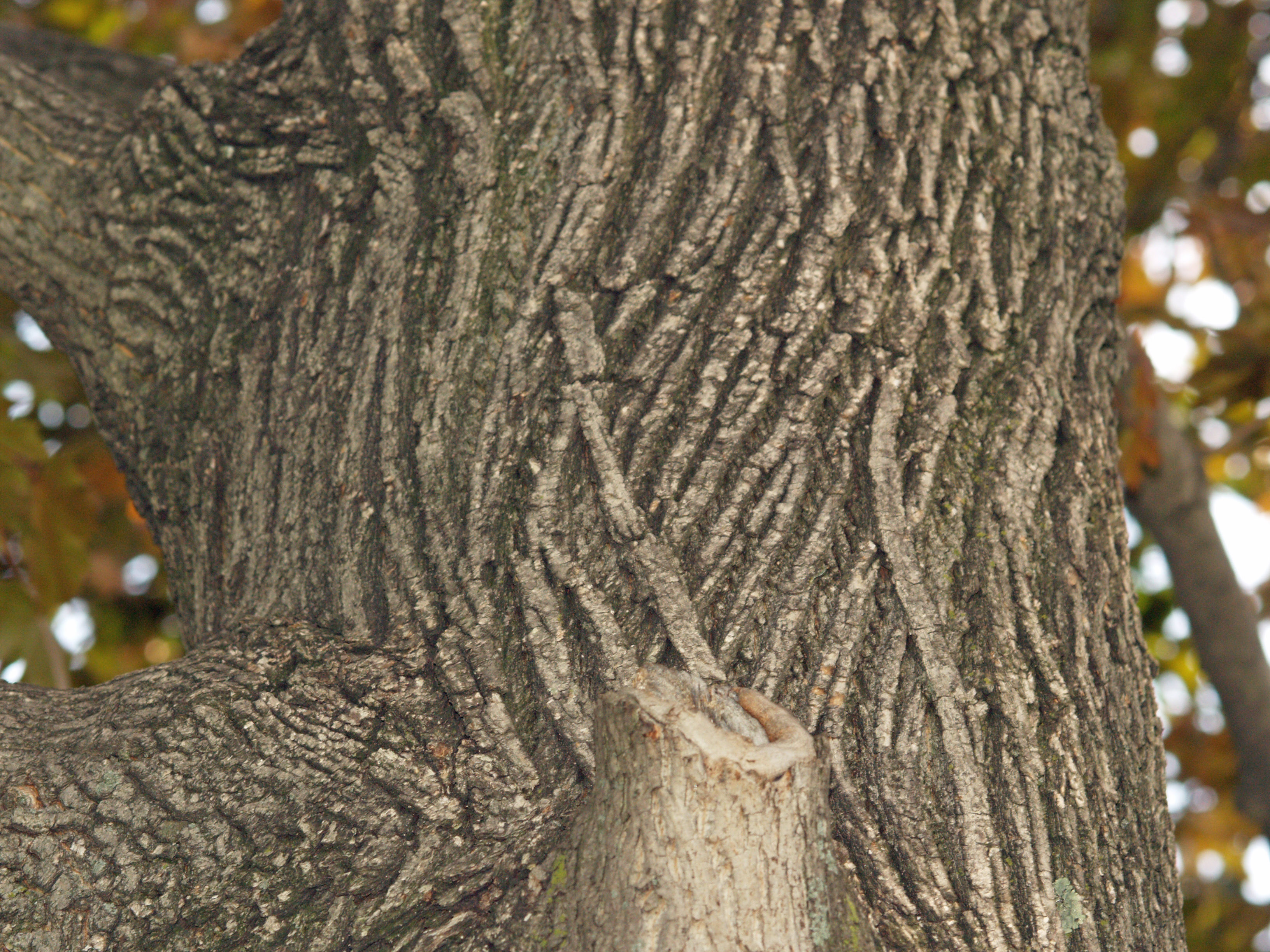
Vỏ cây phong Nhật Bản.

Vỏ cây là lớp ngoài cùng của thân và rễ của các thực vật thân gỗ. Thực vật có vỏ bao gồm cây thân gỗ, cây nho rừng, và cây bụi. Vỏ cây nói đến tất cả các mô bên ngoài mạch cambium và là một thuật ngữ không mang tính kỹ thuật. Nó bọc ngoài lớp gỗ Và bao gồm vỏ cây bên trong và vỏ cây bên ngoài. Vỏ bên trong, ở thân gỗ cũ là mô sống, bao gồm phần trong cùng của vùng đáy. Vỏ ngoài của thân cây già bao gồm các mô chết trên bề mặt của thân cây, cùng với các bộ phận của vỏ ngoài cùng bên trong và tất cả các mô ở bên ngoài của vùng đáy. Vỏ ngoài của cây nằm bên ngoài lớp vỏ ngoài cuối cùng được hình thành cũng được gọi là rhytidome.
Các sản phẩm có nguồn gốc từ vỏ cây bao gồm: vách vỏ sò và lớp phủ tường, gia vị và các chất tạo hương, nhựa cây, mủ cây, thuốc chữa bệnh, thuốc độc, các hóa chất gây ảo giác khác nhau và nút chai. Vỏ cây đã được sử dụng để làm vải, cano, và dây thừng và được sử dụng làm khung cho các bức tranh và làm bản đồ. Một số loài thực vật cũng được trồng để tạo ra các màu sắc và các lớp phủ bề mặt hấp dẫn hoặc thú vị. Vỏ cây của chúng được sử dụng làm nền cảnh quan. Vỏ cây còn có biểu bì và thịt vỏ